# باري ثورنتون
باري ثورنتون (3 يونيو 1941 في أستراليا - )  (بالإنجليزية: Barry Thornton)‏ هو لاعب كريكت أسترالي. لعب مع فريق غرب أستراليا للكريكت ‏.

## وصلات خارجية
- باري ثورنتون على موقع إي آس بي آن كريك إنفو (الإنجليزية)